# Casa Solanell (Ripoll)
La Casa Solanell és una obra de Ripoll protegida com a Bé Cultural d'Interès Local.

## Descripció
Es tracta d'una casa entre mitgeres que consta de baixos i tres pisos. La façana principal presenta un pòrtic amb brancals i llinda de pedra picada; sobre la porta hi ha un escut de pedra de la família Solanell. Originàriament era l'entrada a l'immoble que fou substituïda per la porta actual. De l'interior en destaca l'escala original de pedra picada, dues voltes amb arcs neogòtics, quatre arcs de punt rodó, dos d'ells tapiats que corresponien a l'entrada originària; un espai distribuïdor que dona a diversos habitatges.